# 전정길
전정길은 대한민국의 영남지역의 조폭 대부로 알려진 인물이다.
칠성파 이강환씨와 더불어 '주먹계'의 큰형님으로 유명한 경남지역의 전정길(71)씨가 이달 중순 갑자기 사망한 것으로 확인됐다.
조직폭력계 한 인사에 따르면 전씨의 사망 원인은 당뇨합병증이다. 전씨가 사망하자 그의 죽음을 애도하기 위해 거물급 조폭을 비롯해 전국 각지의 조직대표가 그의 장례식장에 집결한 것으로 알려졌다.
전씨의 인생을 살펴보면 한편의 영화에 다름 아니다. 전씨는 칠성파 보스 이씨와 더불어 전국을 장악한 원로급 보스로 전해졌다.
그는 과거 일본 야쿠자와 국내 조폭이 갈등을 빚을 때 이씨와 함께 직접 일본으로 건너가 갈등을 해결한 인물이라고 한다.
또 전씨는 야쿠자 보스가 주관하는 결단식 때도 초대받을 정도로 한일 양국 조폭계에서 추앙받는 인물로 통한다.

1. ↑  [깨진 링크(과거 내용 찾기)] 한국일보